# Vallverd (Lérida)
Vallverd es un pueblo del municipio de Ibars de Urgel, en la comarca del Plana de Urgel. Tiene unos 280 habitantes, y se encuentra a tres kilómetros al noroeste de Ibars de Urgel, a cuatro de Liñola y a diez de Mollerusa.

## Historia
Fue conquistado por el conde de Urgel Armengol IV y repoblado por algunos de los nobles. El 1237 Guillemos de Almenara era señor de Vallverd, y dejó la población a la comunidad del monasterio de Poblet   en testamento. Posiblemente el 1318 el pueblo recibió la visita de sacramento y homenaje del abad Ponç de Copons. Vallverd continuó vinculado a Poblet hasta la desaparición de las jurisdicciones señoriales.

## Entorno y elementos de interés turístico
Son de especial interés  pasear o ir bicicleta por los caminos rurales del entorno, los banquillos con árboles de los canales de Urgel, en medio de un paisaje agrícola de regadío (trigo, maíz, alfalfa y fruteros) y horizontes amplios.
Vallverd es el pueblo más próximo al Estany de Ivars y Vila-sana. Este estaño de 126 Tiene que superficie se ha recuperado recientemente, después de que fue desecado en 1951. Se trata de una importante zona húmeda con una gran presencia de pájaros acuáticos, itinerarios naturales y equipamientos preparados para la visita.
Por otro lado, Vallverd está situado en medio de la ruta que conduce desde el estaño de Ivars y Vila-sana hasta la finca del Castillo de Remei, conocida, además de su castillo, por su santuario, sus bodegas y un entorno privilegiado.

## Casco urbano
De Vallverd,  podemos destacar la iglesia parroquial de Santo Miquel, de la cual dependen las aldeas de la Cendrosa y Bellester. Del 1677, restaurada recientemente,  destaca la recuperación del portal y el dintel que vuelven a presidir la iglesia después de más de 50 años.
Las antiguas escuelas de Vallverd, que datan del 1911, han sido declaradas Bien Cultural de Interés Local. Finalizado el actual proyecto de rehabilitación acogerán los consultorios médicos y el “Centro de Interpretación de la Plana de Urgell y el estaño de Ivars antes de los canales de Urgell”. Este centro divulgará la historia, las formas de vida y la en torno a nuestros antepasados antes de esta importante obra hidráulica que transformó el paisaje y la socioeconomía de este territorio.
Dispone de servicios básicos como el bar del casal la Espiga, una tienda, un consultorio médico, un taller mecánico y un nuevo centro cultural adecuado en el edificio de la Casa de la Villa.

## Fiestas locales
- Fiesta Mayor: El primer sábado de octubre.
- Fiesta de Roser: El segundo sábado de mayo.
- Fiesta Nacional y fiesta de la Cazuela : 11 de septiembre.
- Matanza del Cerdo y Carnestoltes: Es la fiesta más participativa y multitudinaria del pueblo y se realiza el sábado después de carnaval.